# Segundo gobierno de Pedro Sánchez
El segundo gobierno de Pedro Sánchez fue el Gobierno de España desde enero de 2020 hasta noviembre de 2023. Pedro Sánchez Pérez-Castejón fue investido presidente del Gobierno por el Congreso de los Diputados después de que el Partido Socialista Obrero Español (PSOE) ganara por mayoría simple las elecciones generales de noviembre de 2019 que dieron comienzo a la xiv legislatura.
Tras el acuerdo de gobierno conjunto entre el PSOE y Unidas Podemos, el segundo Gobierno Sánchez se convirtió en el primer gobierno central de coalición en la moderna historia democrática española, puesto que esta situación no tenía lugar desde la Segunda República. También pasó a ser el primer ejecutivo integrado por ministros del Partido Comunista de España desde ese mismo periodo.
El Gobierno cesó el 24 de julio de 2023 por la celebración de elecciones generales. Continuó en funciones hasta el 21 de noviembre, cuando tomó posesión el tercer gobierno de Pedro Sánchez.

## Historia
Las elecciones generales para la xiv legislatura se celebraron el 10 de noviembre de 2019. El Partido Socialista Obrero Español (PSOE) obtuvo mayoría simple en el Congreso de los Diputados. El PSOE y Unidas Podemos acordaron formar un Gobierno de coalición y, el 7 de enero de 2020, el Congreso de los Diputados le otorgó su confianza al socialista Pedro Sánchez como presidente del Gobierno. Al día siguiente, Pedro Sánchez prometió su cargo ante el rey Felipe VI.
El 12 de enero, Pedro Sánchez presentó en rueda de prensa la composición definitiva de su gabinete, el cual quedó conformado por 22 ministerios, con 11 ministras y 11 ministros. De esta forma, el gabinete destaca por ser el segundo más grande de la democracia, tras el tercer gobierno de Adolfo Suárez, y por ser completamente paritario, el segundo de la democracia tras el segundo gobierno de José Luis Rodríguez Zapatero. El 13 de enero, tras la publicación de sus nombramientos en el BOE, los ministros prometieron su cargo en el Palacio de la Zarzuela.
El 26 de enero de 2021 dimitió el ministro de Sanidad, Salvador Illa, para presentarse a las elecciones autonómicas de Cataluña. Fue sustituido por Carolina Darias, hasta entonces ministra de Política Territorial y Función Pública, mientras que el puesto de esta fue ocupado por Miquel Iceta, hasta entonces líder del Partido de los Socialistas de Cataluña.
El 30 de marzo de 2021 dimitió el vicepresidente segundo y ministro de Derechos Sociales y Agenda 2030, Pablo Iglesias, para concurrir como candidato de Unidas Podemos a las elecciones autonómicas de la Comunidad de Madrid, lo que conllevó los siguientes cambios: Nadia Calviño asumió la vicepresidencia segunda y Yolanda Díaz la vicepresidencia tercera, manteniendo ambas sus respectivos ministerios; además, Ione Belarra asumió la cartera ministerial que dejó vacante Pablo Iglesias.
El 12 de julio se produjeron los siguientes cambios en el Gobierno: Nadia Calviño sustituyó a Carmen Calvo como vicepresidenta primera y, en consecuencia, Yolanda Díaz y Teresa Ribera fueron promovidas a vicepresidenta segunda y tercera, respectivamente. Félix Bolaños sustituyó a Carmen Calvo como ministro de la Presidencia, Relaciones con las Cortes y Memoria Democrática. José Manuel Albares sustituyó a Arancha González Laya como ministro de Asuntos Exteriores, Unión Europea y Cooperación. Pilar Llop sustituyó a Juan Carlos Campo como ministra de Justicia. Raquel Sánchez sustituyó a José Luis Ábalos como ministra de Transportes, Movilidad y Agenda Urbana. Pilar Alegría sustituyó a Isabel Celaá como ministra de Educación y Formación Profesional. Diana Morant sustituyó a Pedro Duque como ministra de Ciencia e Innovación. Miquel Iceta, ministro de Política Territorial y Función Pública, fue cambiado al ministerio de Cultura y Deporte, cuyo titular anterior era José Manuel Rodríguez Uribes. En sustitución, Isabel Rodríguez García fue nombrada ministra de Política Territorial, y también portavoz, cargo que ocupaba María Jesús Montero, quien adquirió las competencias de Función Pública, remodelándose el Ministerio de Hacienda al de Hacienda y Función Pública. La remodelación no afectó a los cinco ministerios de Unidas Podemos.
Se trata del Gobierno con mayor número de mujeres de la historia de España con catorce ministras frente a siete ministros. En diciembre de 2021 Manuel Castells dimite como ministro de Universidades por problemas de salud, asumiendo la cartera Joan Subirats.

## Estructura y composición
| ← Gobierno de Pedro Sánchez → (13 de enero de 2020-21 de noviembre de 2023)                      |                                                                    |                                                                       |                                   |
| Partido político                                                                                 |                                                                    | Partido Socialista Obrero Español                                     | Partido Socialista Obrero Español |
| Partido político                                                                                 | Partido de los Socialistas de Cataluña                             |                                                                       |                                   |
| Partido político                                                                                 | Podemos                                                            |                                                                       |                                   |
| Partido político                                                                                 | Partido Comunista de España/Izquierda Unida                        |                                                                       |                                   |
| Partido político                                                                                 | Cataluña en Común                                                  |                                                                       |                                   |
| Partido político                                                                                 | Independiente                                                      |                                                                       |                                   |
| Cargo                                                                                            | Titular                                                            | Titular                                                               | Titular                           |
| Presidente                                                                                       |                                                                    | Pedro Sánchez 8 de enero de 2020-17 de noviembre de 2023              |                                   |
| Vicepresidencia primera                                                                          |                                                                    | Carmen Calvo 13 de enero de 2020 -12 de julio de 2021                 |                                   |
| Vicepresidencia primera                                                                          | Nadia Calviño 12 de julio de 2021 -21 de noviembre de 2023         |                                                                       |                                   |
| Vicepresidencia segunda                                                                          |                                                                    | Pablo Iglesias 13 de enero de 2020 -31 de marzo de 2021               |                                   |
| Vicepresidencia segunda                                                                          | Nadia Calviño 31 de marzo de 2021 -12 de julio de 2021             |                                                                       |                                   |
| Vicepresidencia segunda                                                                          | Yolanda Díaz 12 de julio de 2021 -21 de noviembre de 2023          |                                                                       |                                   |
| Vicepresidencia tercera                                                                          |                                                                    | Nadia Calviño 13 de enero de 2020 -31 de marzo de 2021                |                                   |
| Vicepresidencia tercera                                                                          | Yolanda Díaz 31 de marzo de 2021 -12 de julio de 2021              |                                                                       |                                   |
| Vicepresidencia tercera                                                                          | Teresa Ribera 12 de julio de 2021 -21 de noviembre de 2023         |                                                                       |                                   |
| Vicepresidencia cuarta                                                                           |                                                                    | Teresa Ribera 13 de enero de 2020 -12 de julio de 2021                |                                   |
| Vicepresidencia cuarta                                                                           | En julio de 2021 se suprime el cargo.                              |                                                                       |                                   |
| Asuntos Exteriores, Unión Europea y Cooperación                                                  |                                                                    | Arancha González Laya 13 de enero de 2020 -12 de julio de 2021        |                                   |
| Asuntos Exteriores, Unión Europea y Cooperación                                                  | José Manuel Albares 12 de julio de 2021 -21 de noviembre de 2023   |                                                                       |                                   |
| Justicia Notario Mayor del Reino                                                                 |                                                                    | Juan Carlos Campo 13 de enero de 2020-12 de julio de 2021             |                                   |
| Justicia Notario Mayor del Reino                                                                 | Pilar Llop 12 de julio de 2021 -21 de noviembre de 2023            |                                                                       |                                   |
| Defensa                                                                                          |                                                                    | Margarita Robles 13 de enero de 2020 -21 de noviembre de 2023         |                                   |
| Hacienda (2020-2021) Hacienda y Función Pública (2021-2023)                                      |                                                                    | María Jesús Montero 13 de enero de 2020 -21 de noviembre de 2023      |                                   |
| Interior                                                                                         |                                                                    | Fernando Grande-Marlaska 13 de enero de 2020 -21 de noviembre de 2023 |                                   |
| Transportes, Movilidad y Agenda Urbana                                                           |                                                                    | José Luis Ábalos 13 de enero de 2020-12 de julio de 2021              |                                   |
| Transportes, Movilidad y Agenda Urbana                                                           | Raquel Sánchez 12 de julio de 2021 -21 de noviembre de 2023        |                                                                       |                                   |
| Educación y Formación Profesional                                                                |                                                                    | Isabel Celaá 13 de enero de 2020-12 de julio de 2021                  |                                   |
| Educación y Formación Profesional                                                                | Pilar Alegría 12 de julio de 2021 -21 de noviembre de 2023         |                                                                       |                                   |
| Trabajo y Economía Social                                                                        |                                                                    | Yolanda Díaz 13 de enero de 2020 -21 de noviembre de 2023             |                                   |
| Industria, Comercio y Turismo                                                                    |                                                                    | Reyes Maroto 13 de enero de 2020-27 de marzo de 2023                  |                                   |
| Industria, Comercio y Turismo                                                                    | Héctor Gómez Desde el 28 de marzo de 2023 -21 de noviembre de 2023 |                                                                       |                                   |
| Agricultura, Pesca y Alimentación                                                                |                                                                    | Luis Planas 13 de enero de 2020 -21 de noviembre de 2023              |                                   |
| Sanidad                                                                                          |                                                                    | Salvador Illa 13 de enero de 2020-27 de enero de 2021                 |                                   |
| Sanidad                                                                                          | Carolina Darias 27 de enero de 2021 -27 de marzo de 2023           |                                                                       |                                   |
| Sanidad                                                                                          | José Manuel Miñones 28 de marzo de 2023 -21 de noviembre de 2023   |                                                                       |                                   |
| Presidencia, Relaciones con las Cortes y Memoria Democrática Secretaria del Consejo de Ministros |                                                                    | Carmen Calvo 13 de enero de 2020-12 de julio de 2021                  |                                   |
| Presidencia, Relaciones con las Cortes y Memoria Democrática Secretaria del Consejo de Ministros | Félix Bolaños 12 de julio de 2021 -21 de noviembre de 2023         |                                                                       |                                   |
| Asuntos Económicos y Transformación Digital                                                      |                                                                    | Nadia Calviño 13 de enero de 2020 -21 de noviembre de 2023            |                                   |
| Cultura y Deporte                                                                                |                                                                    | José Manuel Rodríguez Uribes 13 de enero de 2020-12 de julio de 2021  |                                   |
| Cultura y Deporte                                                                                | Miquel Iceta 12 de julio de 2021 -21 de noviembre de 2023          |                                                                       |                                   |
| Política Territorial y Función Pública (2020-2021) Política Territorial (2021-2023)              |                                                                    | Carolina Darias 13 de enero de 2020-27 de enero de 2021               |                                   |
| Política Territorial y Función Pública (2020-2021) Política Territorial (2021-2023)              | Miquel Iceta 27 de enero de 2021 -12 de julio de 2021              |                                                                       |                                   |
| Política Territorial y Función Pública (2020-2021) Política Territorial (2021-2023)              | Isabel Rodríguez 12 de julio de 2021 - 21 de noviembre de 2023     |                                                                       |                                   |
| Ciencia e Innovación                                                                             |                                                                    | Pedro Duque 13 de enero de 2020-12 de julio de 2021                   |                                   |
| Ciencia e Innovación                                                                             | Diana Morant 12 de julio de 2021 -21 de noviembre de 2023          |                                                                       |                                   |
| Derechos Sociales y Agenda 2030                                                                  |                                                                    | Pablo Iglesias 13 de enero de 2020-31 de marzo de 2021                |                                   |
| Derechos Sociales y Agenda 2030                                                                  | Ione Belarra 31 de marzo de 2021 -21 de noviembre de 2023          |                                                                       |                                   |
| Transición Ecológica y Reto Demográfico                                                          |                                                                    | Teresa Ribera Desde el 13 de enero de 2020 -21 de noviembre de 2023   |                                   |
| Igualdad                                                                                         |                                                                    | Irene Montero 13 de enero de 2020 -21 de noviembre de 2023            |                                   |
| Consumo                                                                                          |                                                                    | Alberto Garzón 13 de enero de 2020 -21 de noviembre de 2023           |                                   |
| Inclusión, Seguridad Social y Migraciones                                                        |                                                                    | José Luis Escrivá 13 de enero de 2020 -21 de noviembre de 2023        |                                   |
| Universidades                                                                                    |                                                                    | Manuel Castells 13 de enero de 2020-20 de diciembre de 2021           |                                   |
| Universidades                                                                                    | Joan Subirats 20 de diciembre de 2021 -21 de noviembre de 2023     |                                                                       |                                   |
| Portavocía                                                                                       |                                                                    |                                                                       |                                   |
| Portavoz del Gobierno                                                                            |                                                                    | María Jesús Montero 13 de enero de 2020 -12 de julio de 2021          |                                   |
| Portavoz del Gobierno                                                                            | Isabel Rodríguez 12 de julio de 2021 -21 de noviembre de 2023      |                                                                       |                                   |

## Procedencia geográfica
| Comunidad autónoma     | Cargo                                                               |   | Titular                  |
| ---------------------- | ------------------------------------------------------------------- | - | ------------------------ |
| Andalucía              | Hacienda y Función Pública                                          |   | María Jesús Montero      |
| Andalucía              | Consumo                                                             |   | Alberto Garzón           |
| Aragón                 | Educación y Formación Profesional                                   |   | Pilar Alegría            |
| Principado de Asturias | -                                                                   | - | -                        |
| Cantabria              | -                                                                   | - | -                        |
| Castilla y León        | Defensa                                                             |   | Margarita Robles         |
| Castilla-La Mancha     | Política Territorial                                                |   | Isabel Rodríguez         |
| Castilla-La Mancha     | Inclusión, Seguridad Social y Migraciones                           |   | José Luis Escrivá        |
| Cataluña               | Transportes, Movilidad y Agenda Urbana                              |   | Raquel Sánchez           |
| Cataluña               | Cultura y Deporte                                                   |   | Miquel Iceta             |
| Cataluña               | Universidades                                                       |   | Joan Subirats            |
| Extremadura            | -                                                                   | - | -                        |
| Galicia                | Vicepresidencia primera Asuntos Económicos y Transformación Digital |   | Nadia Calviño            |
| Galicia                | Vicepresidencia segunda Trabajo y Economía Social                   |   | Yolanda Díaz             |
| Galicia                | Sanidad                                                             |   | Manuel Miñones           |
| Islas Baleares         | -                                                                   | - | -                        |
| Canarias               | Industria, Comercio y Turismo                                       |   | Héctor Gómez             |
| La Rioja               | -                                                                   | - | -                        |
| Comunidad de Madrid    | Presidencia del Gobierno                                            |   | Pedro Sánchez            |
| Comunidad de Madrid    | Vicepresidencia tercera Transición Ecológica y el Reto Demográfico  |   | Teresa Ribera            |
| Comunidad de Madrid    | Presidencia, Relaciones con las Cortes y Memoria Democrática        |   | Félix Bolaños            |
| Comunidad de Madrid    | Asuntos Exteriores, Unión Europea y Cooperación                     |   | José Manuel Albares      |
| Comunidad de Madrid    | Justicia                                                            |   | Pilar Llop               |
| Comunidad de Madrid    | Igualdad                                                            |   | Irene Montero            |
| Región de Murcia       | -                                                                   | - | -                        |
| Navarra                | Derechos Sociales y Agenda 2030                                     |   | Ione Belarra             |
| País Vasco             | Interior                                                            |   | Fernando Grande-Marlaska |
| Comunidad Valenciana   | Agricultura, Pesca y Alimentación                                   |   | Luis Planas              |
| Comunidad Valenciana   | Ciencia e Innovación                                                |   | Diana Morant             |
| Ceuta                  | -                                                                   | - | -                        |
| Melilla                | -                                                                   | - | -                        |